# Zdzisław Kawecki

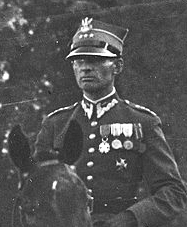
Zdzisław Kawecki

Zdzisław Szczęsny Kawecki-Gozdawa (* 21. Mai 1902 in Warschau; † 1940 in Katyn) war ein polnischer Offizier und Vielseitigkeitsreiter.

## Leben
Zdzisław Kawecki war Rittmeister der polnischen Armee. 1936 startete er bei den Olympischen Spielen in Berlin im Vielseitigkeitsreiten. Beim Geländeritt stürzte er und brach sich mehrere Rippen, so dass er das Springreiten mit bandagiertem Oberkörper absolvieren musste. In der Einzelwertung belegte Kawecki auf seinem Pferd Bambino Rang 18 in dem dreitägigen Wettbewerb, bei dem sieben verschiedene Disziplinen bewältigt werden mussten. In der Mannschaftswertung errang er gemeinsam mit Henryk Leliwa-Roycewicz und Seweryn Kulesza die Silbermedaille hinter der deutschen Mannschaft. Besonders der Geländeritt war extrem schwer, und nur 14 von 46 Reitern kamen ins Ziel. Drei der besten Pferde mussten anschließend eingeschläfert werden.
Am 2. Dezember 1936 protestierte das Nationale Olympische Komitee der Tschechoslowakei, dessen Reiter Vierte geworden waren, auf dem 24. Kongress der International Federation of Equestrian Sports (FEI) gegen die Vergabe der Silbermedaille an die polnische Mannschaft. Kawecki habe eine Wendemarke ausgelassen. Der Protest wurde zurückgewiesen. Demgegenüber vertritt der polnische Sporthistoriker Mariusz Heron die Meinung, die polnische Mannschaft sei von den deutschen Organisatoren planvoll benachteiligt worden, um die Goldmedaille der Gastgeber nicht zu gefährden.

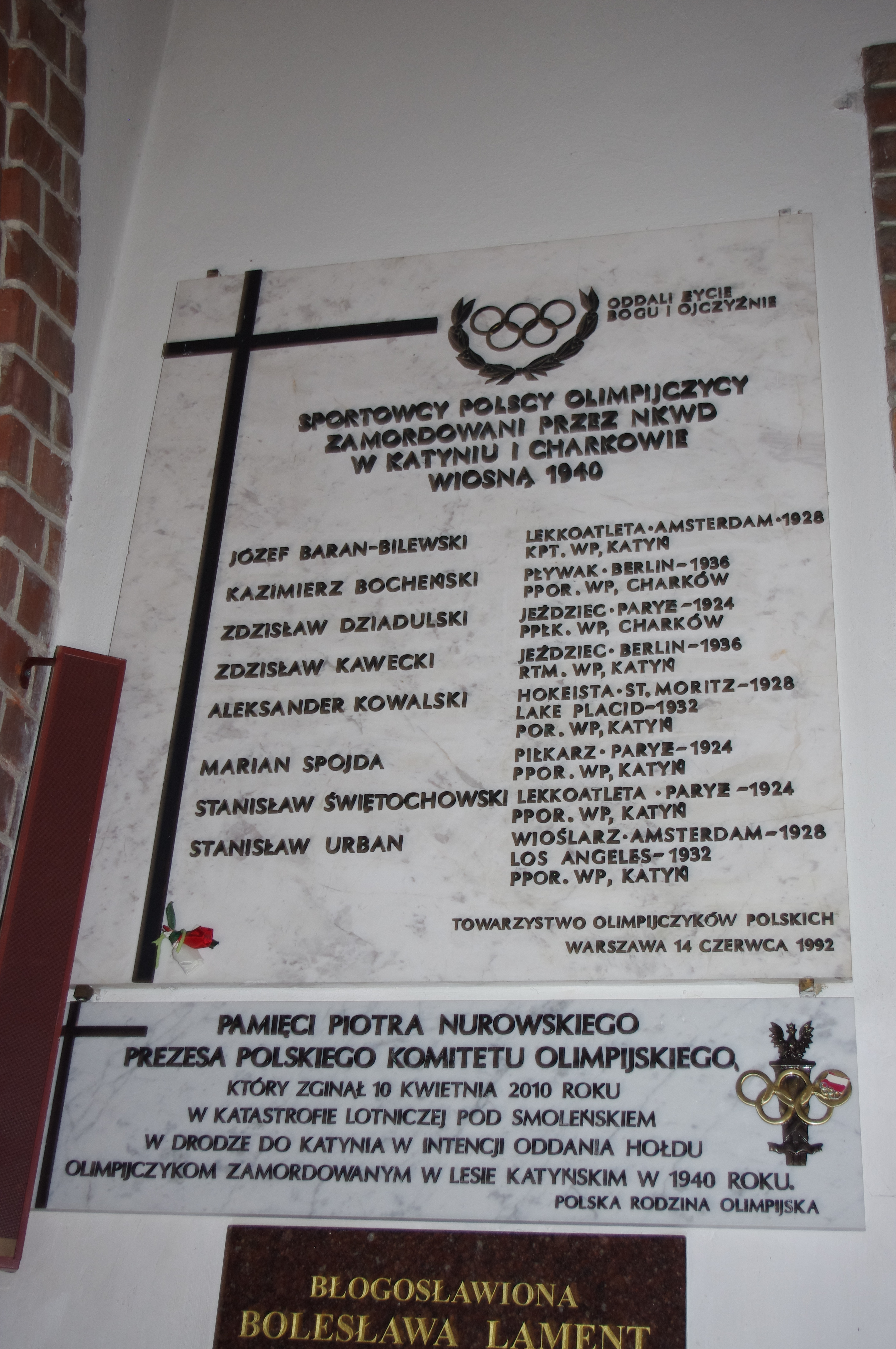
Der Name von Zdzisław Kawecki auf der Gedenktafel für die ermordeten polnischen Teilnehmer an den Olympischen Spielen in der Kathedrale von Warschau-Praga

Kawecki gehörte zu den rund 4400 polnischen Offizieren und Intellektuellen, die beim „Massaker von Katyn“ von Angehörigen des sowjetischen Volkskommissariats für Innere Angelegenheiten (NKWD) zwischen dem 3. April und 11. Mai 1940 in einem Wald nahe dem Dorf Katyn, 20 Kilometer westlich von Smolensk, ermordet wurden. Kawecki war einer von sechs polnischen Olympiateilnehmern, die dort den Tod fanden. 2007 wurde er posthum zum Major befördert.